# Tratado sobre a Proibição das Armas Nucleares
O Tratado sobre a Proibição de Armas Nucleares é o primeiro acordo internacional legalmente vinculante a proibir exaustivamente as armas nucleares, com o objetivo de levar à sua eliminação total. Foi aprovado em 7 de julho de 2017. Para entrar em vigor, é necessária a assinatura e ratificação de pelo menos 50 países. Para as nações que fazem parte dele, o tratado proíbe o desenvolvimento, teste, produção, armazenamento, colocação, transferência, uso e ameaça de uso de armas nucleares, bem como assistência e incentivo às atividades proibidas. Para os Estados que possuem armas nucleares que aderiram ao tratado, ele prevê uma estrutura temporal para as negociações que levam à eliminação verificada e irreversível de seu programa de armas nucleares.
De acordo com um mandato adotado pela Assembleia Geral das Nações Unidas em dezembro de 2016, as negociações sobre o tratado começaram nas Nações Unidas em março de 2017 e continuaram de 15 de junho a 7 de julho de 2017. Na votação do texto do tratado, 122 foram a favor, 1 votou contra (Países Baixos) e 1 absteve-se (Singapura). 69 nações não votaram, entre elas todos os estados com armas nucleares e todos os membros da OTAN, exceto os Países Baixos.

## Conceito
O tratado de proibição de armas nucleares, de acordo com seus proponentes, constituirá um "compromisso político inequívoco" para alcançar e manter um mundo livre de armas nucleares. [6] No entanto, ao contrário de uma convenção abrangente sobre armas nucleares, não se destinava a conter todas as medidas legais e técnicas necessárias para chegar ao ponto de eliminação. Tais disposições serão, em vez disso, objeto de negociações subseqüentes, permitindo que o acordo inicial seja concluído de forma relativamente rápida e, se necessário, sem o envolvimento de nações com armas nucleares.
Os proponentes do tratado de proibição acreditam que ele ajudará a "estigmatizar" as armas nucleares e servir como um "catalisador" para a eliminação.  Cerca de dois terços dos países do mundo se comprometeram a trabalhar juntos "para preencher a lacuna legal" no atual regime internacional que governa as armas nucleares [9] e a considerar um tratado de proibição de armas nucleares como uma opção para atingir esse objetivo.
As armas nucleares - diferentemente das armas químicas, armas biológicas, minas terrestres antipessoal e munições cluster - não são proibidas de maneira abrangente e universal. O Tratado de Não-Proliferação (TNP) de 1968 contém apenas proibições parciais, e os tratados de zona livre de armas nucleares proíbem armas nucleares somente dentro de certas regiões geográficas.

## Visão geral
O preâmbulo do tratado explica a motivação pelas "conseqüências catastróficas" de um uso de armas nucleares, pelo risco de sua pura existência, pelo sofrimento dos hibakusha (as vítimas sobreviventes dos bombardeios atômicos de 1945 em Hiroshima e Nagasaki) e as vítimas de testes nucleares, pelo "ritmo lento do desarmamento nuclear" e pela "dependência contínua de armas nucleares em conceitos militares e de segurança", como a dissuasão. Reconhece "o impacto desproporcional das atividades de armas nucleares sobre os povos indígenas". Expressa conformidade com a lei existente: a carta da ONU, o direito internacional humanitário, a lei internacional de direitos humanos, a primeira resolução da ONU adotada em 24 de janeiro de 1946, o TNP, o Tratado de Proibição Completa de Testes Nucleares e seu regime de verificação, bem como zonas livres de armas nucleares. Além disso, o "direito inalienável" de um uso pacífico da energia nuclear é enfatizado. Finalmente, fatores sociais para a paz e o desarmamento são reconhecidos: participação de mulheres e homens, educação, consciência pública, "organizações internacionais e regionais, organizações não-governamentais, líderes religiosos, parlamentares, acadêmicos e hibakusha".
O Artigo 1 contém proibições contra o desenvolvimento, teste, produção, armazenamento, colocação, transferência, uso e ameaça de uso de armas nucleares, bem como contra assistência e encorajamento às atividades proibidas. Finalmente, qualquer "controle direto ou indireto sobre armas nucleares ou outros artefatos nucleares explosivos" é proibido.
O Artigo 2 exige que cada parte declare se possui armas nucleares próprias ou instaladas em seu território, incluindo a eliminação ou a conversão de instalações relacionadas.
O Artigo 3 exige que as partes que não possuam armas nucleares mantenham suas salvaguardas existentes da AIEA e, caso ainda não o tenham feito, aceitem salvaguardas com base no modelo para Estados não-nucleares sob o TNP.
O Artigo 4 estabelece procedimentos gerais para negociações com um estado armado nuclear individual que se torna parte no tratado, incluindo prazos e responsabilidades. Se esse estado tiver eliminado suas armas nucleares antes de se tornar parte do tratado, uma "autoridade internacional competente" não especificada verificará essa eliminação, e o Estado também deve concluir um acordo de salvaguardas com a AIEA para fornecer garantia confiável de que não desviou material e não tem material ou atividades nucleares não declarados. Se esse estado ainda não destruiu seu arsenal, ele deve negociar com essa "autoridade internacional competente" um plano para a eliminação verificada e irreversível de seu programa de armas nucleares, que será submetido à próxima reunião de estados signatários ou para a próxima conferência de revisão, o que ocorrer primeiro.
O Artigo 5 é sobre implementação nacional. O Artigo 6 obriga a remediação ambiental e assistência às vítimas do uso e teste de armas nucleares. De acordo com o Artigo 7, os estados devem ajudar-se mutuamente a esses propósitos, com especial responsabilidade das potências nucleares. De maneira mais geral, todos os estados partes devem cooperar para facilitar a implementação do tratado. O Artigo 8 fixa as reuniões dos Estados Partes, cujos custos são compartilhados pelos Estados de acordo com a escala de avaliação da ONU (Artigo 9). Os artigos 10 a 12 versam sobre a possibilidade de emendas, a solução de controvérsias e o "objetivo de adesão universal de todos os Estados ao Tratado".
De acordo com os Artigos 13–15, o tratado estava aberto para assinatura a partir de 20 de setembro de 2017 na sede da ONU em Nova York. O "Tratado entrará em vigor 90 dias após o quinquagésimo instrumento de ratificação, aceitação, aprovação ou adesão".